# Stylommatophora
Stylommatophora A. Schmidt, 1855 è un ordine di molluschi gasteropodi polmonati dell'infraclasse Euthyneura.

## Descrizione
Sono molluschi eutineuri, che presentano cioè una detorsione del sacco dei visceri.
Le due maggiori sinapomorfie di questo raggruppamento sono la presenza di una ghiandola pedale sotto la membrana della cavità viscerale e la presenza di due paia di appendici cefaliche retrattili, dette comunemente "antenne" o "corna".

## Biologia

### Riproduzione

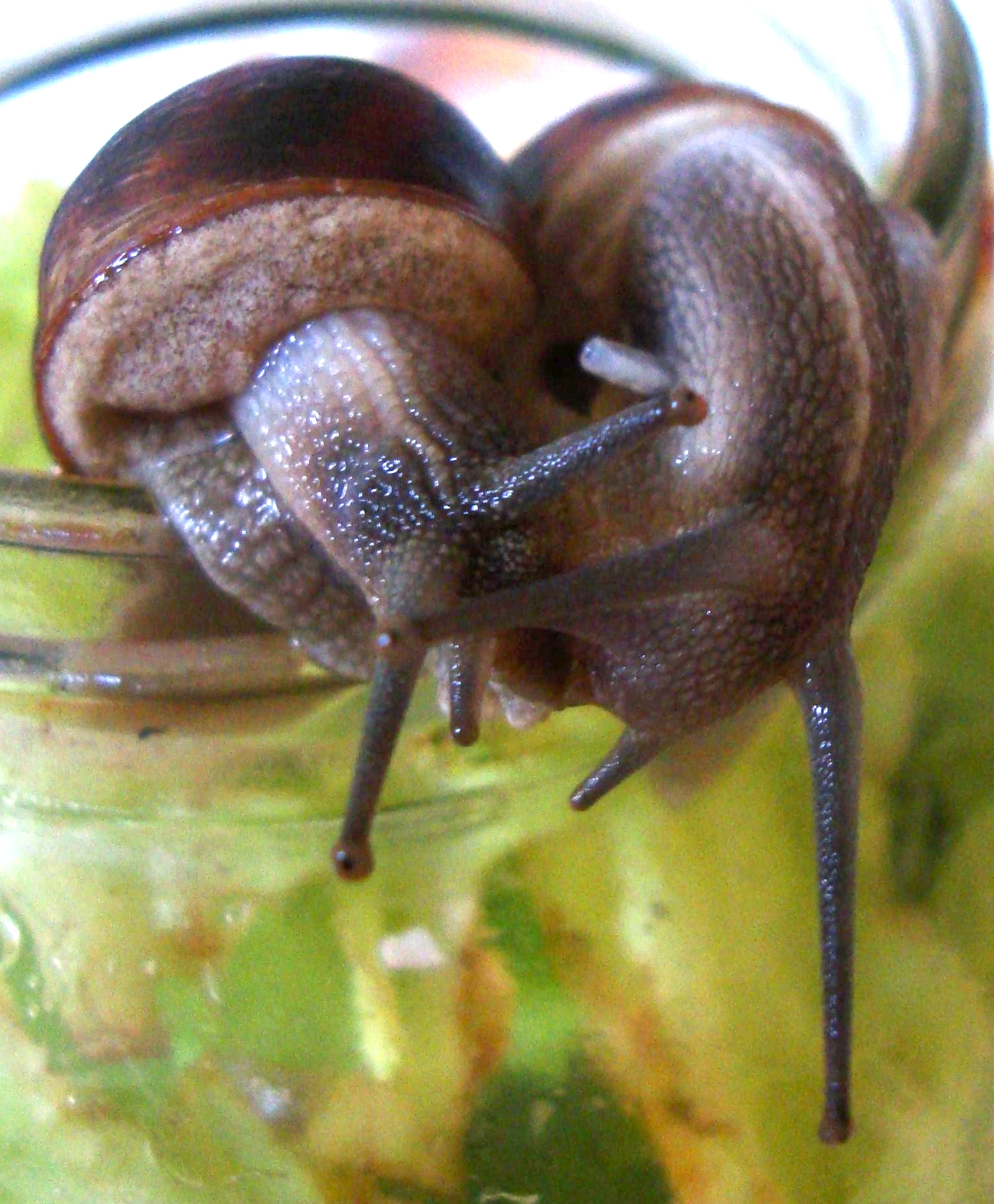
Coppia di Cornu aspersum in fase di accoppiamento, una di esse con un dardo.

Sono organismi ermafroditi insufficienti, che si riproducono in genere per fecondazione incrociata, anche se alcune specie sono in grado di praticare l'autofecondazione.
Il rituale di accoppiamento di alcune famiglie dell'ordine (in particolare quelle della superfamiglia Helicoidea ma anche Arionoidea, Helicarionoidea e Zonitoidea) contempla l'utilizzo di dardi calcarei che vengono infilzati nel mantello del partner. I dardi sono costituiti in gran parte di carbonato di calcio, secreto da un organo specializzato presente nel sistema riproduttivo, detto 'stiloforo' o 'sacco del dardo'.
Il significato funzionale di tale caratteristica non è ancora del tutto chiaro. In passato si riteneva che i dardi avessero una non meglio precisata funzione 'stimolante' durante l'accoppiamento. Studi condotti su chiocciole della specie Cornu aspersum  hanno dimostrato che un rilascio efficace del dardo si associa con un maggiore successo riproduttivo. Osservazioni ulteriori hanno puntato l'attenzione su sostanze mucose associate al dardo, rivelatesi in grado di stimolare la recettività agli spermatozoi.

## Tassonomia
L'ordine Stylommatophora è il raggruppamento più numeroso del superordine Eupulmonata.
La classificazione di Bouchet & Rocroi del 2005 includeva il clade Stylommatophora nel clade Eupulmonata, a sua volta parte del gruppo informale Pulmonata.
La classificazione di Bouchet e Rocroi del 2017, fatta propria dal World Register of Marine Species (2020), riconosce al raggruppamento Stylommatophora il rango di ordine, suddividendolo in tre sottoordini:
- Sottordine Achatinina
  - Superfamiglia Achatinoidea Swainson, 1840
  - Superfamiglia Streptaxoidea Gray, 1860
- Sottordine Helicina
  - Infraordine Arionoidei
    - Superfamiglia Arionoidea Gray, 1840

  - Infraordine Clausilioidei
    - Superfamiglia Clausilioidea Gray, 1855

  - Infraordine Helicoidei
    - Superfamiglia Helicoidea Rafinesque, 1815
    - Superfamiglia Sagdoidea Pilsbry, 1895

  - Infraordine Limacoidei
    - Superfamiglia Gastrodontoidea Tryon, 1866
    - Superfamiglia Helicarionoidea Bourguignat, 1877
    - Superfamiglia Limacoidea Lamarck, 1801
    - Superfamiglia Parmacelloidea P. Fischer, 1856 (1855)
    - Superfamiglia Trochomorphoidea Möllendorff, 1890
    - Superfamiglia Zonitoidea Mörch, 1864

  - Infraordine Oleacinoidei
    - Superfamiglia Haplotrematoidea H. B. Baker, 1925
    - Superfamiglia Oleacinoidea H. Adams & A. Adams, 1855

  - Infraordine Orthalicoidei
    - Superfamiglia Orthalicoidea Martens, 1860

  - Infraordine Pupilloidei
    - Superfamiglia Pupilloidea W. Turton, 1831
    - Infraordine Rhytidoidei
    - Superfamiglia Rhytidoidea Pilsbry, 1893

  - Infraordine Succineoidei
    - Superfamiglia Athoracophoroidea P. Fischer, 1883 (1860)
    - Superfamiglia Succineoidea Beck, 1837

  - Helicina incertae sedis
    - Superfamiglia Coelociontoidea Iredale, 1937
    - Superfamiglia Papillodermatoidea Wiktor, R. Martin & Castillejo, 1990
    - Superfamiglia Plectopyloidea Möllendorff, 1898
    - Superfamiglia Punctoidea Morse, 1864
    - Superfamiglia Testacelloidea Gray, 1840
    - Superfamiglia Urocoptoidea Pilsbry, 1898 (1868)
- Sottordine Scolodontina
  - Superfamiglia Scolodontoidea H. B. Baker, 1925

### Alcune specie

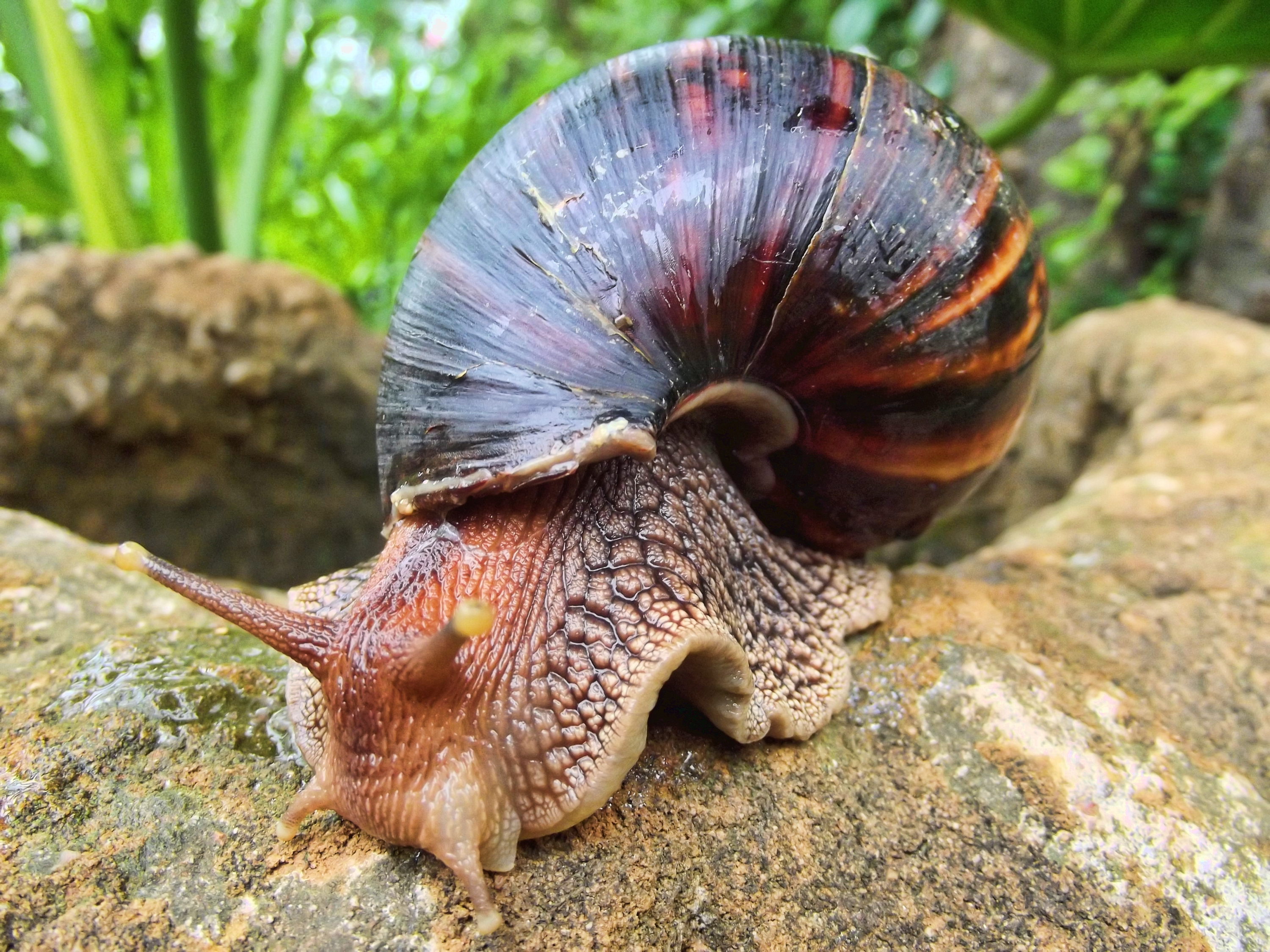
Achatina achatina (Achatinoidea)
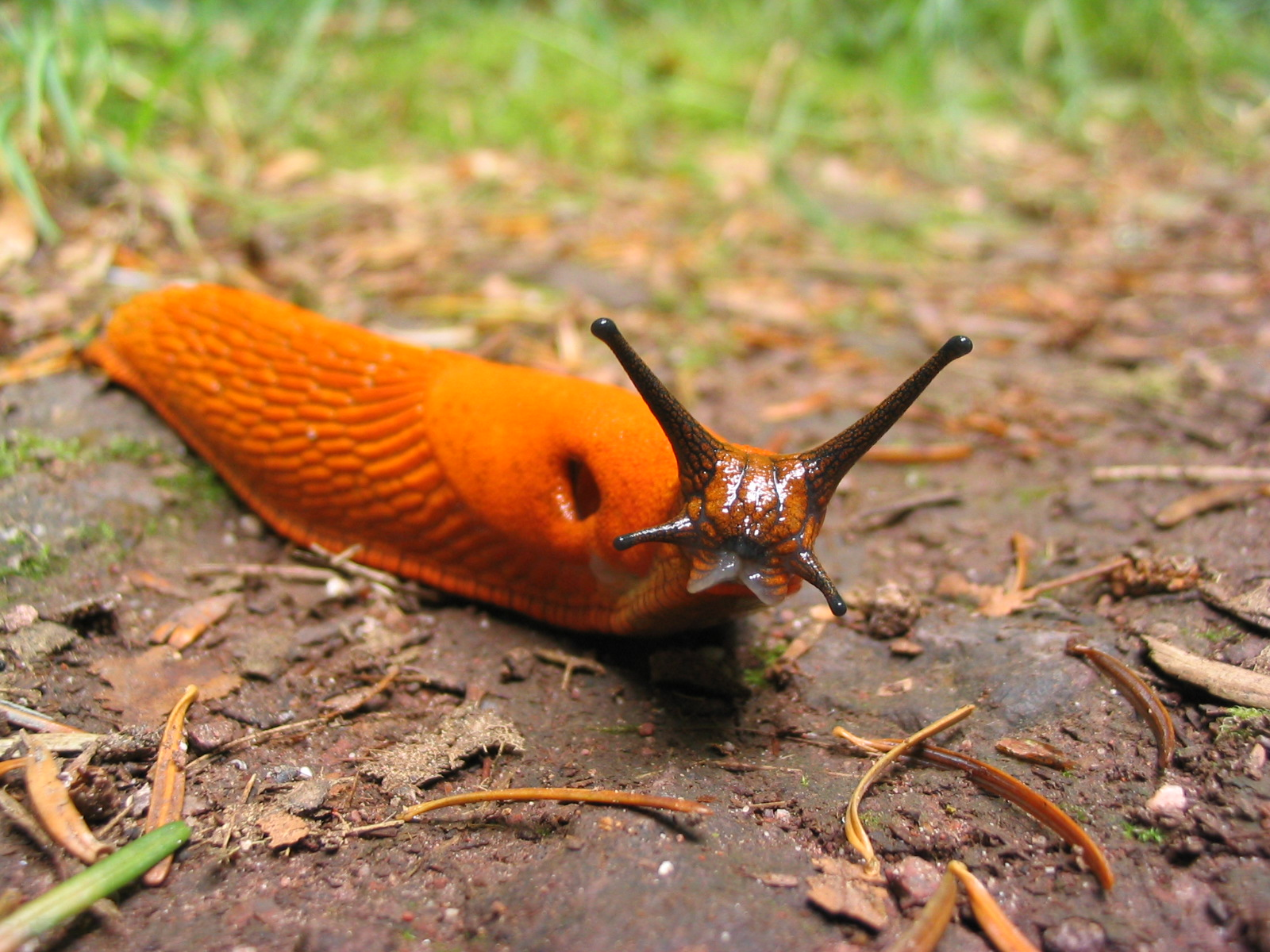
Arion rufus (Arionoidea)
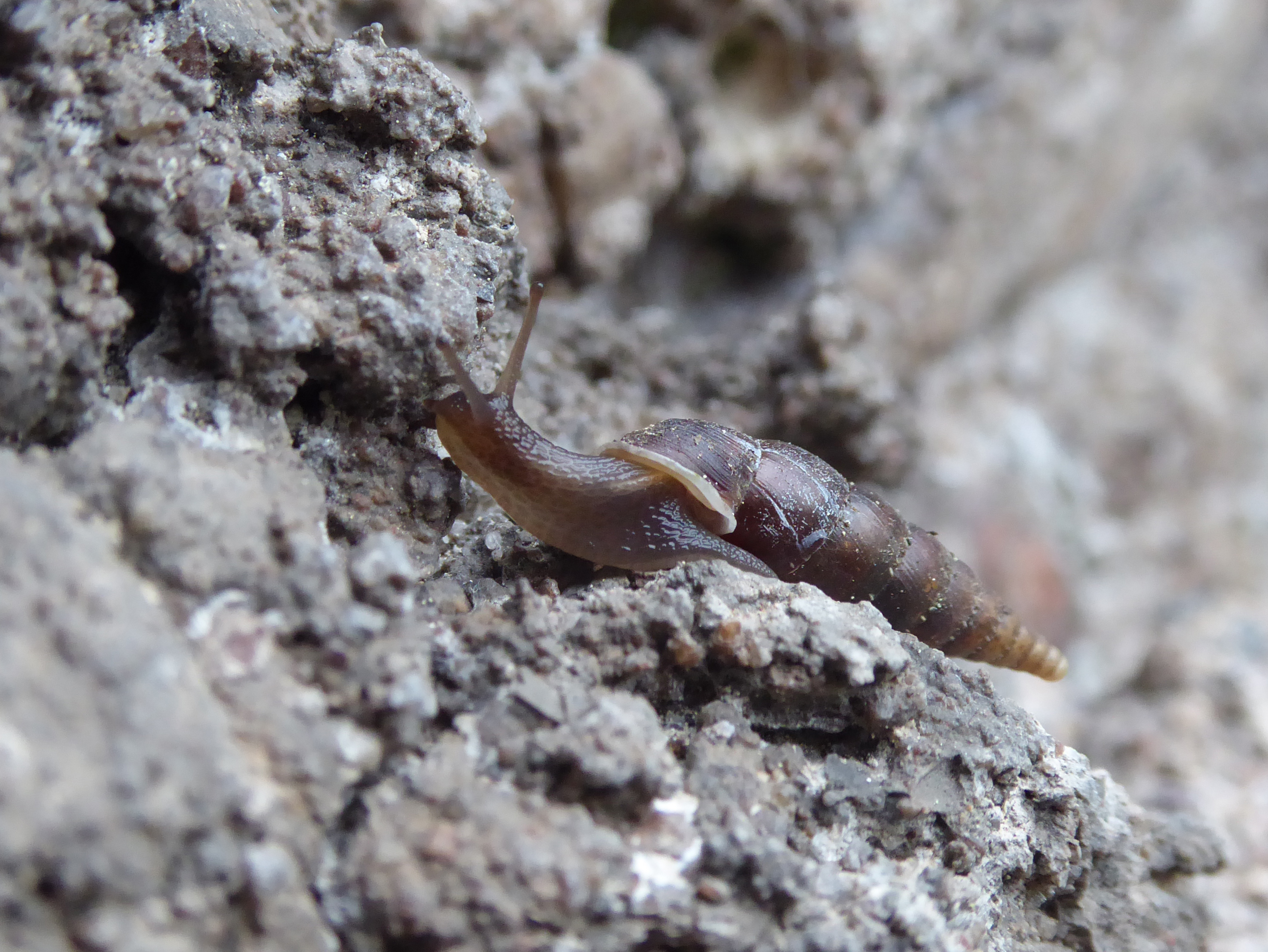
Charpentieria itala (Clausilioidea)
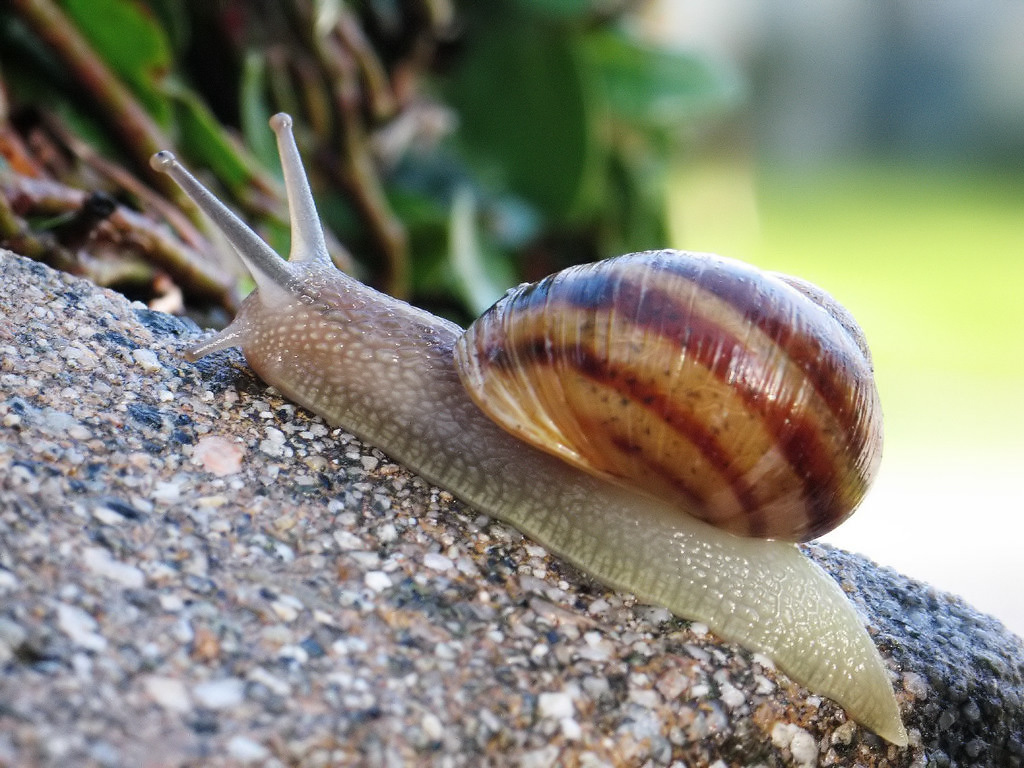
Cornu aspersum (Helicoidea)
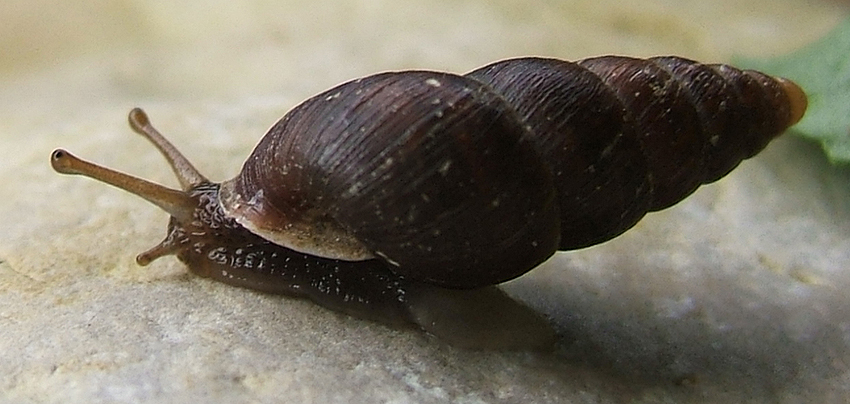
Ena montana (Pupilloidea)
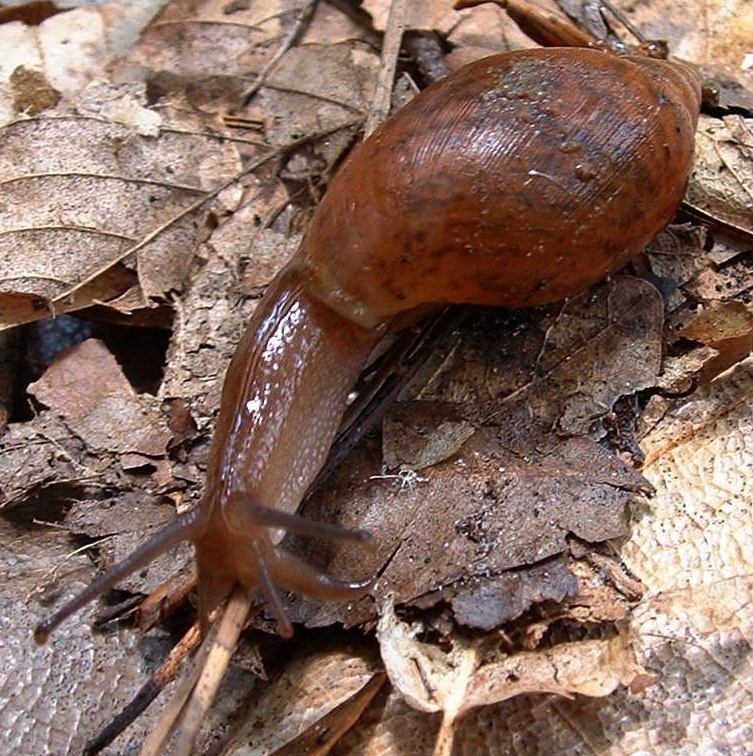
Euglandina rosea (Oleacinoidea)
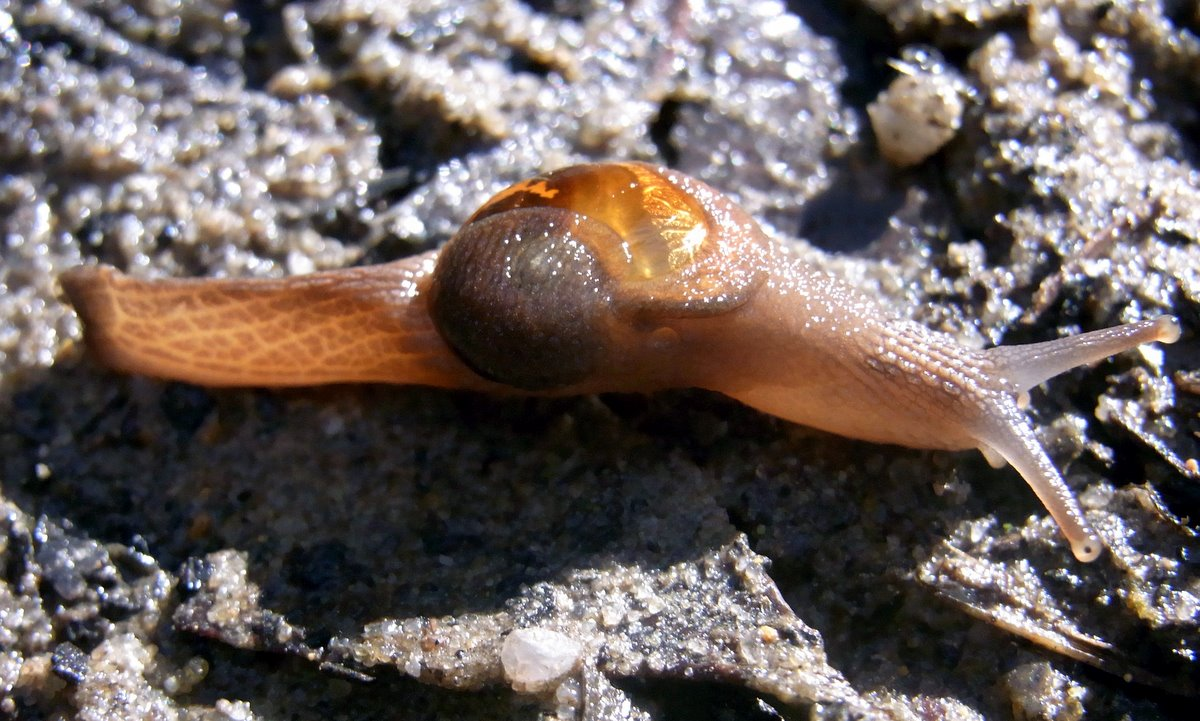
Helicarion mastersi (Helicarionoidea)
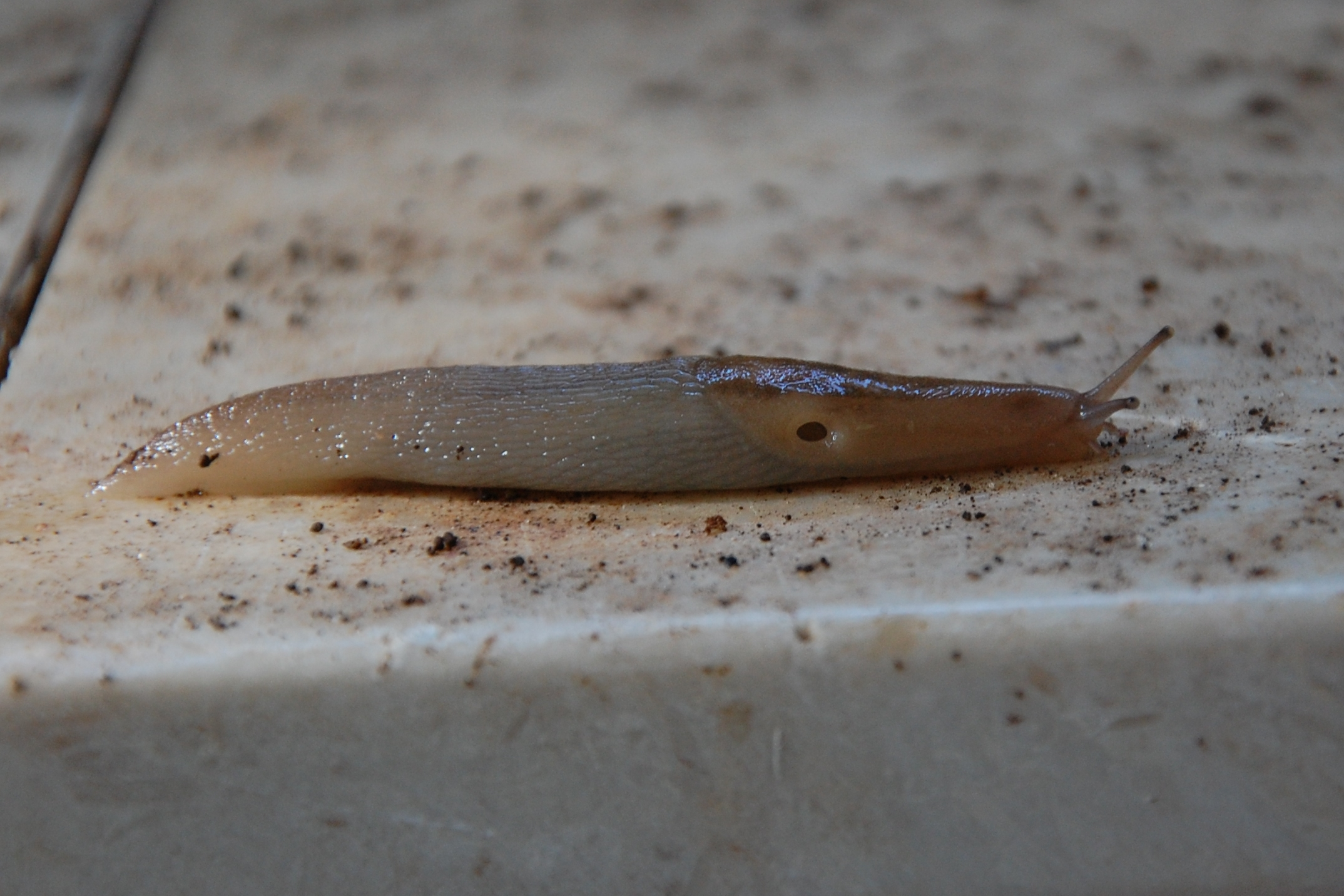
Lehmannia melitensis (Limacoidea)
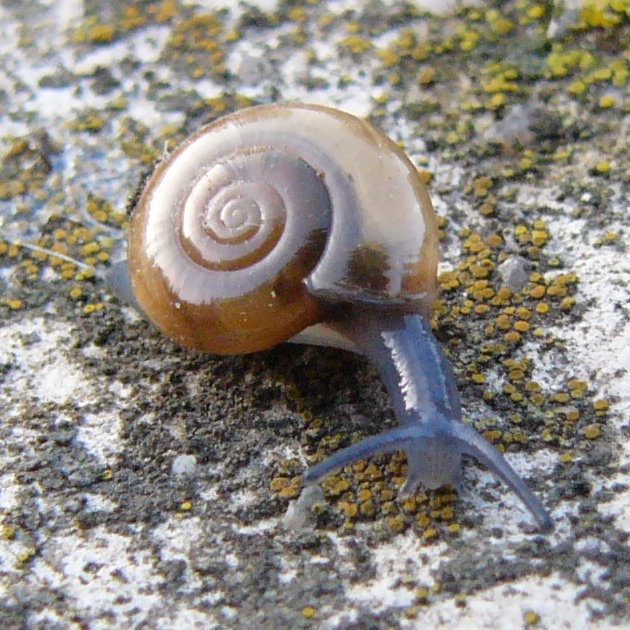
Oxychilus draparnaudi (Gastrodontoidea)
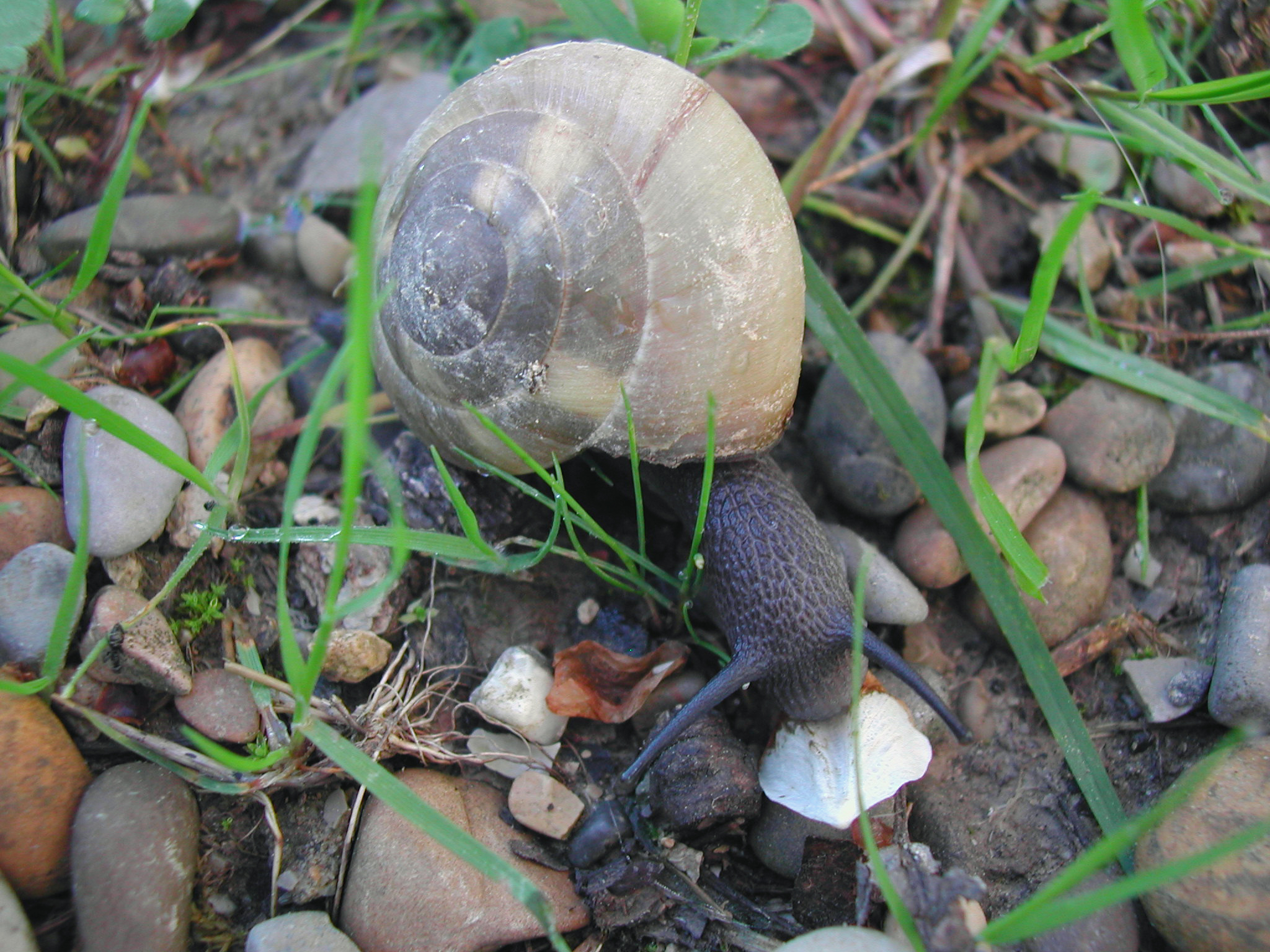
Zonites algirus (Zonitoidea)